# ニコール・バーデット
ニコール・バーデット（Nicole Burdette）は、アメリカの映画脚本家・女優である。

## 来歴
1986年にNaked Angels theater companyを共同で立ち上げ、プロデュースを手がける。現在はニューヨークのw:The New School for Dramaで教鞭をとっている。

## 主な作品

### 脚本
- 2001年『チェルシーホテル』 － 原作の戯曲、脚本

### 出演
- リバー・ランズ・スルー・イット A River Runs Through It (1992) － ポール・マクリーンの彼女メイベル役
- サーチ・アンド・デストロイ Search and Destroy (1995)
- パルーカヴィル Palookaville (1996)
- ウィズ・ユー Digging to China (1997)
- ザ・ソプラノズ 哀愁のマフィア The Sopranos (2000-2001)

## 参照
1. ↑  Nicole Burdette faculty profile